# Nationalpark Doi Inthanon
Der Nationalpark Doi Inthanon (Thai: อุทยานแห่งชาติ ดอยอินทนนท์) ist ein Nationalpark in der Provinz Chiang Mai in der Nordregion von Thailand. Im Park befindet sich mit 2565 Metern Höhe die höchste Erhebung Thailands, der Doi Inthanon.

## Geschichte
Der Nationalpark wurde 1954 als einer der ersten 14 Nationalparks des Landes ausgewiesen. 1972 und 1974 wurde seine Fläche erweitert, so dass heute 482,4 km² zum Park gehören.

## Lage und Topographie
Der Nationalpark Doi Inthanon liegt in mehreren Landkreisen (Amphoe) der Provinz Chiang Mai: Chom Thong, Mae Chaem, Mae Wang und Doi Lo. Er umfasst eine Fläche von etwa 482 km².
Der Nationalpark Doi Inthanon liegt inmitten einer Gebirgslandschaft, deren höchste Spitze der Doi Inthanon mit seinen 2565 Metern darstellt, zugleich die höchste Erhebung von Thailand ist. Ein weiterer Berg ist der Doi Hua Mod Luang mit 2330 Metern.
Hier entspringen viele Flüsse, unter anderem der Maenam Mae Nam Ping, der bei Nakhon Sawan als Mae Nam Chao Phraya weiter bis zum Golf von Thailand fließt. Weitere Flüsse sind
- Mae Klang
- Mae Pakong
- Mae Pon
- Mae Hoi
- Mae Ya
- Mae Chaem
- Mae Khan

## Klima
Bedingt durch die Höhenlage ist es hier eher kühler als in den übrigen Landesteilen, deshalb aber nicht weniger feucht. In den Wintermonaten kann die Temperatur unter den Gefrierpunkt fallen und selbst im Sommer, wenn es in Chiang Mai und den angrenzenden Gebieten sehr heiß ist, kann es in den Bergen empfindlich kühl sein.
Er wird oft „Dach von Thailand“ genannt.

## Besiedlung
Es leben rund 4500 Menschen innerhalb der Grenzen des Doi Inthanon's, diese sind vorwiegend von den Stämmen der Karen, Hmong und Tai's. Weitere rund 8000 Menschen leben, in 14 Dorfgemeinschaften, innerhalb fünf Kilometer um den Park. Die Bewohner des Parks und diejenigen in unmittelbarer Umgebung des Parks, nutzen diesen um Pflanzen, Feuerholz und Baumaterialien zu sammeln und zu jagen. Die Zentralregierung stellt dies auch als Problem für den Park dar, da laut dieser die Einheimischen einen großen Anteil zur Waldrodung mit beitragen.

## Flora und Fauna

### Flora

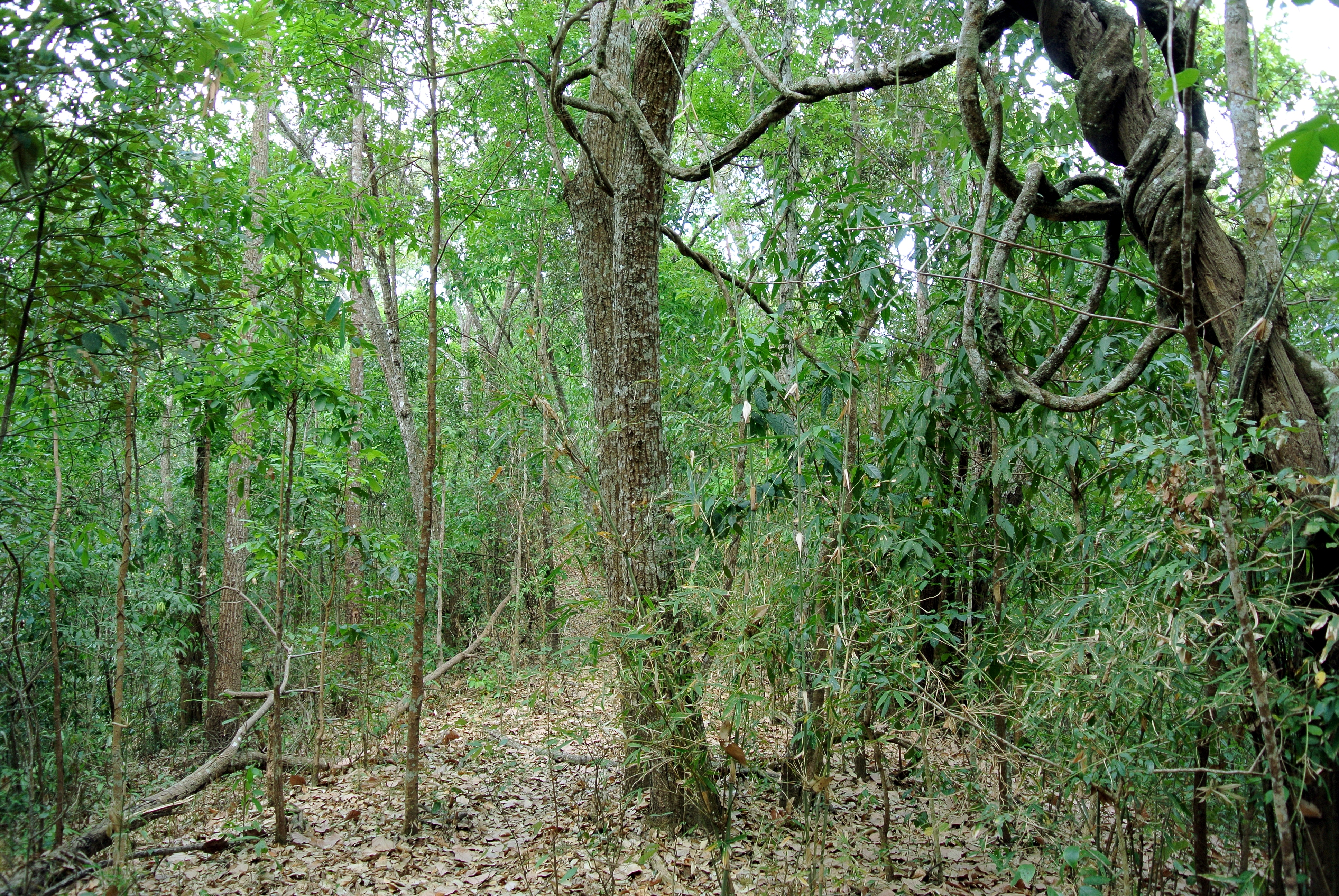
Trockene Variante des Monsunwaldes im Waldgebiet des Nationalparks

Das Waldgebiet des Nationalparks Doi Inthanon weist infolge seiner besonderen Lage eine für Thailand ungewöhnliche Vegetation auf. Zwar gibt es auch hier feuchte Regenwälder, doch sind auch Eichen und andere, eher in kühlen Regionen beheimatete Arten zu sehen. Kiefern sorgen für eine Art Mischwald und in höheren Lagen sind auch Torfmoose zu finden. Viele weitere Pflanzenarten ergänzen den Hochwald, z. B. Orchideen und Rhododendron wachsen üppig. Daneben gibt es Farne, die in den höheren Regionen zu finden sind. Im Doi Inthanon liegt der höchste Nebelwald Thailands.
Hier ein Auszug der beheimateten Pflanzenarten:
- Dipterocarpus tuberculatus
- Dipterocarpus obtusifolius
- Shorea siamensis
- Shorea roxburghii
- Lagerstroemia balansae
- Pterocarpus macrocarpus
- Dillenia ovata
- Gewöhnliche Brechnuss (Strychnos nux-vomica)
- Aporosa villosa
- Castanopsis acuminatissima
- Saurauia nepaulensis

### Fauna
Die Tierwelt wurde durch Wilderei und schwere Abholzung stark dezimiert und besteht heute noch aus den allgegenwärtigen Schlangen sowie aus Tigern, Hirschen, Gibbons, asiatische Ziegen, Wildschweinen, Hasen und Wildhühnern. Die Hauptattraktion bilden aber die verschiedenen Vogelarten, deren Zahl größer als an jedem anderen Ort in Thailand ist, zum Beispiel der Bändersiva oder der Grünschwanz-Nektarvogel.

## Sehenswertes
Es gibt einige sehenswerte Wasserfälle, wie der Mae Ya, der als einer der schönsten in ganz Thailand gilt.

### Mae-Ya-Wasserfall
Der Mae-Ya-Wasserfall (Thai: น้ำตกแม่ยะ) liegt im Süden des Nationalparks und ergießt sich aus einer Höhe von 260 Metern. Er kommt aus der Mae-Ya-Schlucht (Thai: ห้วยแม่กลาง) und zeigt mehrere verschiedene Arten an Wasserfällen.

### Siriphum-Wasserfall
Der Siriphum-Wasserfall (น้ำตกสิริภูมิ) hieß früher Lao Li (น้ำตกเลาลี), nach einem Oberhaupt eines nahe gelegenen Dorfes der Bergvölker. Chakthong Thongyai, ein früherer Landwirtschaftsminister, ließ den Wasserfall umbenennen. In Angedenken an König Bhumibol Adulyadej (Rama IX.) und Königin Sirikit heißt er nun Siribhum-Wasserfall. Er liegt an km 31 der Straße von Chom Thong nach Doi Inthanon.

### Vachirathan-Wasserfall
Der im Ostteil des Nationalparks gelegene Wasserfall (น้ำตกวชิรธาร) wird auch Tat-Khong-Yong-Wasserfall (น้ำตกตาดฆ้องโยง) genannt. Er fällt aus 70 Metern Höhe aus der Mae Klang-Schlucht (ห้วยแม่กลาง). Er liegt bei km 22 der Straße Chom Thong nach Doi Inthanon. In der Nähe des Wasserfalls sind mehrere Tropfsteinhöhlen zugänglich.

### Borichinda-Höhle
Die Borichinda-Höhle (ถ้ำบริจินดา) ist eine interessante Kalkstein-Höhle inmitten eines Mischwalds mit einer gewaltigen Kammer am Eingang. Eine andere große Höhle in diesem System ist nach oben hin geöffnet und lässt Sonnenlicht einfallen. Es finden sich sehr schöne Tropfsteine. Man gelangt nach einer etwa einstündigen Wanderung von der Hauptstraße zur Höhle.